# کاروان مرگ

ژنرال سرخیو آرلانو استارک و آگوستو پینوشه چند ساعت قبل از حرکت جوخه مرگ (سپتامبر ۱۹۷۳)

کاروان مرگ (اسپانیایی: Caravana de la Muerte‎) جوخه مرگ نیروی زمینی شیلی بود که در پی کودتای ۱۹۷۳ شیلی، بین ۳۰ سپتامبر و ۲۲ اکتبر ۱۹۷۳ بوسیله هلیکوپتر از جنوب شیلی به شمال این کشور منتقل شد. در پی این انتقال و ورود جوخه مرگ، اعضای این جوخه دستور مرگ دست کم ۷۵ نفر را که در پادگان‌های مشخصی در بازداشت نیروهای نظامی بودند، صادر کردند یا خود آنها را به قتل رساندند. طبق اظهارات نهاد اِن‌جی‌اُ حافظه وعدالت (Memoria y Justicia)، این جوخه ۹۷ نفر را در شیلی به قتل رساند که ۲۶ نفر از این تعداد، مربوط به جنوب شیلی بود و ۷۱ نفر دیگر در شمال این کشور به قتل رسیدند.